# Afrikameisterschaften im Boxen
Afrikameisterschaften im Boxen sind die wichtigsten afrikanischen Boxwettkämpfe.
Sie werden vom mit dem WBC assoziierten afrikanischen Amateurboxverband African Boxing Union (ABU) organisiert und seit 1962 in unregelmäßigen Abständen ausgetragen. Zwischen 1983 und 1994 gab es mit elf Jahren den längsten Abstand.

## Bekannte Turniersieger
Bekannte Turniersieger sind Abdelmoneim El-Guindi, Eddie Blay, Clement Quartey, Philip Waruinge, Aaron Popoola, Joseph Bessalal, Fatai Ayinla, Leo Rwabwogo, Issaka Daboré, Samuel Mbugua, Richard Murunga, Stephen Muchoki, Ayub Kalule, Jean-Paul Mendy, Suleiman Bilali, Hocine Soltani, Mohamed Allalou, Mohamed Hikal, Mohamed Bahari, Tahar Tamsamani, Hassan N’Dam N’Jikam, Carlos Takam, Jafet Uutoni, Manyo Plange, Bruno Julie, Abdelkader Chadi, Ramadan Yasser, Newfel Ouatah, Thomas Essomba, Abdelhafid Benchabla, Richarno Colin und Abdelmalek Rahou.

## Wettkämpfe
| Nr. | Jahr | Ort            | Land                         | Artikel |
| --- | ---- | -------------- | ---------------------------- | ------- |
| 1   | 1962 | Kairo          | Ägypten                      | Details |
| 2   | 1964 | Accra          | Ghana                        | Details |
| 3   | 1966 | Lagos          | Nigeria                      | Details |
| 4   | 1968 | Lusaka         | Sambia                       | Details |
| 5   | 1972 | Nairobi        | Kenia                        | Details |
| 6   | 1974 | Kampala        | Uganda                       | Details |
| 7   | 1979 | Bengasi        | Libyen                       | Details |
| 8   | 1983 | Kampala        | Uganda                       | Details |
| 9   | 1994 | Johannesburg   | Südafrika                    | Details |
| 10  | 1998 | Algier         | Algerien                     | Details |
| 11  | 2001 | Port Louis     | Mauritius                    | Details |
| 12  | 2003 | Yaoundé        | Kamerun                      | Details |
| 13  | 2005 | Casablanca     | Marokko                      | Details |
| 14  | 2007 | Antananarivo   | Madagaskar                   | Details |
| 15  | 2009 | Vacoas-Phoenix | Mauritius                    | Details |
| 16  | 2011 | Yaoundé        | Kamerun                      | Details |
| 17  | 2015 | Casablanca     | Marokko                      | Details |
| 18  | 2017 | Brazzaville    | Republik Kongo               | Details |
| 19  | 2022 | Maputo         | Mosambik                     | Details |
| 20  | 2023 | Yaoundé        | Kamerun                      | Details |
| 21  | 2024 | Kinshasa       | Demokratische Republik Kongo | Details |